# Batarà muntanyenc
El batarà muntanyenc (Thamnophilus aroyae) és una espècie d'ocell de la família dels tamnofílids (Thamnophilidae).

## Hàbitat i distribució
Habita boscos clars, vegetació secundària i bambú dels vessants dels Andes al sud-est de Perú i centre de Bolívia.